# 목동자리 타우 b
목동자리 타우 b 또는 목동자리 타우 Ab는 지구에서 목동자리 방향으로 50광년 떨어진 곳에 있는 외계 행성이다. 1996년 제오프리 마시와 폴 버틀러 팀은 목동자리 타우별 근처에 행성이 있음을 공표했다. 1999년 이 행성에는 ‘밀레니엄 행성’이라는 이름이 붙었는데, 이는 목동자리 타우 b가 시각적으로 발견된 최초의 외계 행성이라는 의미였다. 그러나 이후 목동자리 타우 b를 시각적으로 관측했다는 것은 증거의 신빙성이 떨어져서 철회되었다.

## 발견
이 행성의 발견시기는 1996년으로, 외계 행성이 발견되기 시작하던 때에 알아낸 천체라고 볼 수 있다. 발견자는 샌프란시스코 행성탐사 프로젝트 소속이었던 폴 버틀러와 제오프리 마시로 시선속도법을 이용했다. 항성은 가시광선으로 볼 때 밝았으며 행성은 질량이 컸다. 항성의 시선속도는 초당 469 ± 5 미터였는데 이 수치의 신빙성은 마이클 메이어와 디디어 퀠로즈가 15년 동안 모은 자료를 통해, 신속하게 확인되었다. 타우 b의 존재는 이후 AFOE 행성탐사팀에 의해 검증되었다.

## 공전궤도 및 질량
목동자리 타우 b는 다소 질량이 큰 편으로 최소질량이 목성의 네 배 이상이다. 최근 캐나다 MOST 우주망원경을 이용하여 이 행성의 질량이 목성의 7 ~ 8배 수준일 것으로 추측하고 있다. 항성에서 매우 가까이 붙어 있는데 거리는 수성과 태양 간격의 7분의 1밖에 되지 않는다. 한 바퀴 항성을 도는 데 걸리는 시간은 79.5시간에 불과하다. 목동자리 타우는 태양보다 더 뜨겁고 밝기 때문에 타우 b는 알려져 있는 행성들 중 가장 뜨거운 존재에 포함된다. 구체적인 온도는 약 1621 켈빈이다. 직접 외관을 통해 증명한 것은 아니지만, 질량으로 미루어 보아 가스 행성으로 보인다.
목동자리 타우 b는 생성 초기에는 갈색 왜성이었다가 어머니 항성의 열기 때문에 대기를 대부분 우주 공간으로 날려 지금의 행성급 질량만 남은 것으로 추측한 적도 있었으나, 현재는 그럴 가능성은 적은 것으로 알려졌다. 다만 HD 209458 b 같은 경우 대기가 우주 공간으로 달아나는 현상이 진행 중인 것으로 관측되고 있다.
1999년 12월 앤드루 콜리어 카메론 연구진은 행성이 항성의 빛을 받아 빛나는 모습을 포착했다고 발표했다. 이들은 행성의 궤도경사각은 29도로 타우 b의 실제 질량이 목성의 8.5배라고 했다. 이들은 행성을 인간의 눈으로 보면 푸른 색으로 빛날 것이라고 추측했다. 불행하게도 이들의 관측 결과는 아직 검증되지 못했으며 이후 신빙성이 없는 것으로 결론지어졌다.

## 특징
목동자리 타우 b는 뜨거운 열기 때문에 반지름이 목성보다 20퍼센트 더 클 것으로 생각된다. 아직까지 이 행성이 내는 빛이 포착된 적은 없으므로, 행성의 반사율은 0.39보다 낮을 것으로 생각된다. 표면 온도가 1621 켈빈 정도일 경우 수다르스키가 추측했던 외계행성의 겉모습에 미루어 보아 작열형 V일 것으로 생각되며 이 경우 반사율은 0.55까지 올라갈 것이다.
목동자리 타우 A를 보다 먼 거리에서 돌고 있는 행성이 더 있을 것이라는 증거들이 존재한다. 그러나 가상의 행성이 공전을 1회 마치는 시간이 차기 전까지는 그 존재를 확신할 수 없다.

## 같이 보기
- 페가수스자리 51 b
- 처녀자리 70 b
- 게자리 55 b
- 큰곰자리 47 b
- 안드로메다자리 웁실론 b

## 참고 문헌
1. ↑  Astrographics Millennium Planet Poster
2. ↑  2007년 11월 기준 영문 위키백과에 출처 필요 표시가 있음.
3. ↑  LEIGH C., COLLIER CAMERON A., HORNE K., PENNY A. & JAMES D., 2003 "A new upper limit on the reflected starlight from Tau Bootis b." MNRAS,344, 1271

- “Three New 51 Pegasi Type Planets”. 《The Astrophysical Journal》 474: L115 – L118. 1997. doi:10.1086/310444. 다음 글자 무시됨: ‘저자ler et al.’ (도움말)[깨진 링크(과거 내용 찾기)]
- Butler;  외. (2006). “Catalog of Nearby Exoplanets” (abstract). 《The Astrophysical Journal》 646: 505 – 522. doi:10.1086/504701.[깨진 링크(과거 내용 찾기)] (웹 인쇄본)